# Quaesitosaurus
Quaesitosaurus is een geslacht van uitgestorven plantenetende sauropode dinosauriërs dat tijdens het Laat-Krijt leefde in het gebied van het huidige Mongolië.

## Vondst en naamgeving
In 1983 meldden Sergei Koerzanow en Alexandr Bannikow de vondst in 1971 tijdens een Sovjet-Mongoolse expeditie van een sauropode schedel bij Sjara-Tsaw in de Gobiwoestijn, in Ömnögovĭ. Hetzelfde jaar benoemden ze die als de typesoort Quaesitosaurus orientalis. De geslachtsnaam is afgeleid van het Latijn quaesitus, 'buitengewoon' en is een verwijzing naar de ongebruikelijke schedelvorm, met name de aanwezigheid van een kanaal dat van het achterhoofd naar een uitholling onder de hersenpan loopt. De soortaanduiding betekent 'oostelijk' in het Latijn en verwijst naar de herkomst uit Azië.
Het holotype PIN 3906/2 is gevonden in een laag mergel van de Baroen Gojotformatie die dateert uit het vroege of middelste Campanien. Het bestaat uit een schedel met onderkaken. Van de eigenlijke schedel zijn alleen de hersenpan, de achterste onderkant en de snuit bewaard gebleven. Verder zijn geen fossielen aan Quaesitosaurus toegewezen.
In 2010 hernoemde Gregory S. Paul de soort tot een Nemegtosaurus orientalis maar dat heeft geen navolging gevonden.

## Beschrijving
Wegens het beperkte materiaal is het moeilijk een schatting voor de grootte van Quaesitosaurus te geven. Het dier zou ongeveer vijftien meter lang geweest kunnen zijn met een gewicht van tien ton.

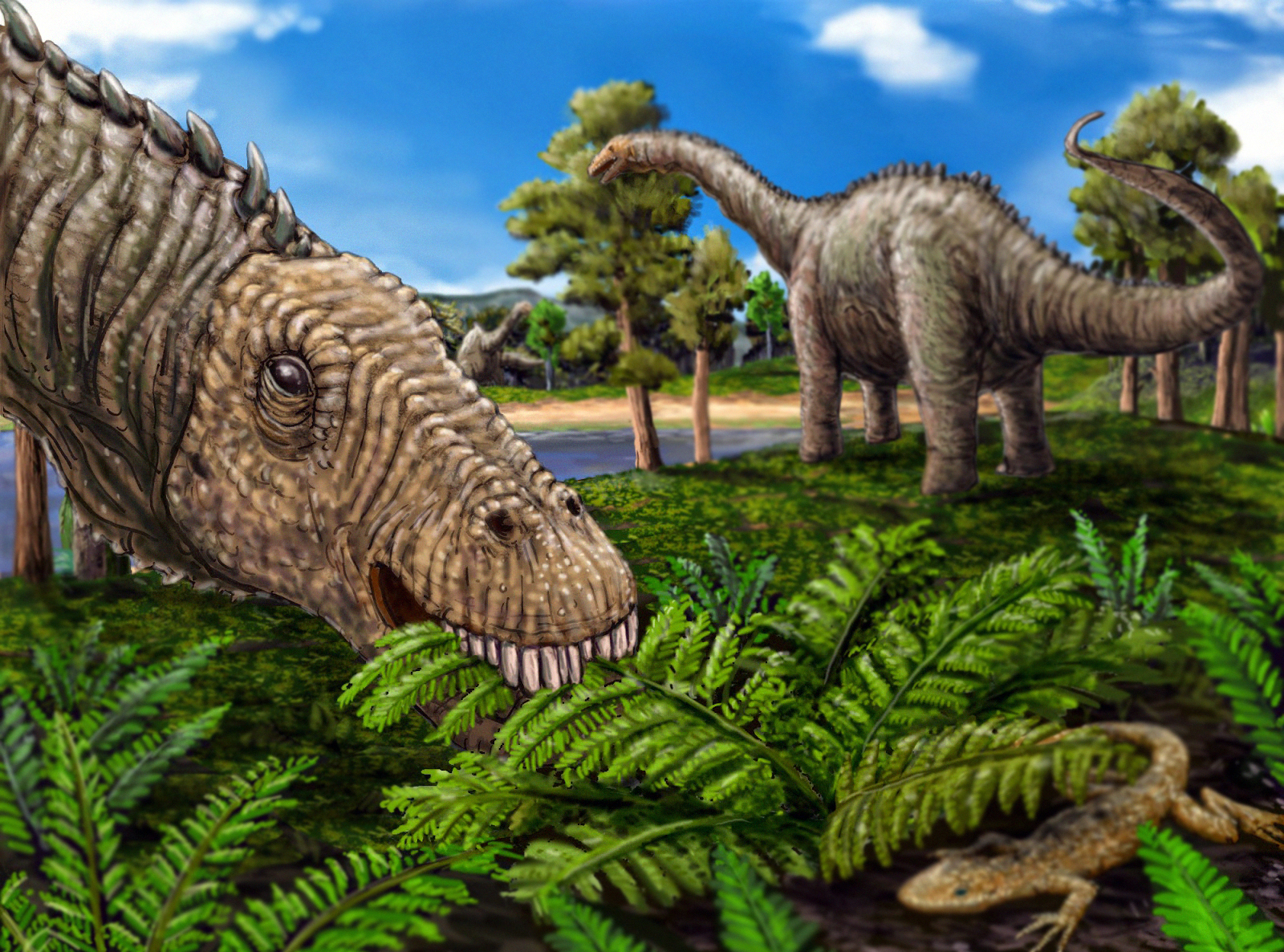
Een reconstructie van het levende dier

Een unieke afgeleide eigenschap of autapomorfie is de aanwezigheid in het basisfenoïde en het basioccipitale van een kanaal dat tot onder de condylus occipitalis van het achterhoofd loopt. Verder bevindt er zich een opvallende uitholling op de achterkant van het quadratum. Verschillen met de verwante vorm Nemegtosaurus zijn: een langere tandenrij, een bredere snuit, een korter squamosum dat het quadratojugale niet raakt, steviger processus basipterygoidei en het ontbreken van een opening tussen de wandbeenderen op de positie van het parietaaloog.
In het algemeen is de schedel, die sterk afhangt, laag en langwerpig, een halve meter lang. Uit de vorm van het achterhoofd is wel afgeleid dat er zich een welving boven de oogkas bevindt die mede de positie van vrij naar achteren gelegen neusgaten zou kunnen zijn geweest, als bij Nemegtosaurus. De snuit is rond en breed. De tanden zijn bij het holotype verloren gegaan maar uit de vorm van de tandkassen is afgeleid dat ze beitelvormig moeten zijn geweest, geschikt voor het afbijten van hard en taai plantenmateriaal. De onderkaken zijn tamelijk kort en hoog. Zowel boven als onder beperken de tanden zich tot het voorste gedeelte van de kaken. De tandformule is 4:9/13, dus vier in de praemaxilla, negen in het bovenkaaksbeen en dertien in het dentarium van de onderkaak.

## Fylogenie
Tegenwoordig wordt Quaesitosaurus in de Nemegtosauridae geplaatst, soms in een eigen Quaesitosaurinae. Eerder werd een plaatsing in de Dicraeosaurinae voorgesteld of in de Titanosauroidea.

## Levenswijze
Dit herbivore dier leefde in een relatief natte habitat, een bosgebied met een regenseizoen. Er waren kleine riviertjes met vermoedelijk een welig tierende begroeiing. Volgens sommige onderzoekers aten zulke sauropoden voornamelijk bodemplanten en was daarom de schedel afhangend.